# Britisch-österreichische Beziehungen
Die Britisch-österreichische Beziehungen sind das zwischenstaatliche Verhältnis zwischen der Republik Österreich und dem Vereinigten Königreich von Großbritannien und Nordirland. Die Beziehungen der jeweiligen Vorgängerstaaten lassen sich bis auf das Mittelalter zurückverfolgen. Nach dem Wiener Kongress gehörte das Vereinigte Königreich und das Habsburgerreich zur Pentarchie der fünf Großmächte Europas. Unterschiedliche Bündnisse führten schließlich zum Krieg zwischen beiden Mächten während des Ersten Weltkriegs, der zum Zerfall von Österreich-Ungarn führte. In der Zwischenkriegszeit verboten die Siegermächte (darunter die Briten) zuerst den Anschluss Österreichs an Deutschland, tolerierten ihn allerdings schließlich 1938 im Rahmen der Appeasement-Politik gegenüber Hitler. Mit der Moskauer Deklaration von 1943 sprachen legten die Alliierten schließlich die Grundlage für die Wiederherstellung Österreichs in der Nachkriegszeit. Die Briten zählten zu den Besatzungsmächten in Österreich, bis 1955 die Souveränität des Landes mit dem Österreichischen Staatsvertrag wiederhergestellt wurde. Danach bauten beide Länder freundschaftliche Beziehungen auf. Zwischen 1995 und 2020 (Brexit) gehörten Österreich und das Vereinigte Königreich der Europäischen Union an.

## Geschichte

### Britische Inseln und das Habsburgerreich
Die Beziehungen zwischen dem Herzogtum Österreich und dem Königreich England wurden im Mittelalter durch die Interaktionen ihrer jeweiligen Herrscher begründet. Ein bemerkenswertes Beispiel dafür ist die Gefangennahme von König Richard I. durch Herzog Leopold V. im Jahr 1193. Die diplomatischen Kontakte zwischen dem Habsburgerreich und den Briten gehen bis ins 17. Jahrhundert zurück. Bereits damals unterhielten die Habsburger eine ständige Gesandtschaft in London. In den folgenden Jahrhunderten waren die Beziehungen beider europäischer Großmächte durch wechselnde Allianzen geprägt: So verbündeten sich Großbritannien und die Habsburgermonarchie im frühen 18. Jahrhundert zeitweise gegen gemeinsame Rivalen – etwa im Österreichischen Erbfolgekrieg (1740–1748) auf Seiten Österreichs gegen Frankreich und Preußen. Mitte des 18. Jahrhunderts kam es hingegen zur sogenannten „Diplomatischen Revolution“ von 1756, in der Großbritannien und Österreich ihre Bündnispartner tauschten: Großbritannien schloss sich Preußen an, während Österreich ein Bündnis mit Frankreich einging.
Während der Koalitionskriege gegen Napoleon arbeiteten Großbritannien und Österreich wieder eng zusammen. Beide gehörten den siegreichen Koalitionen an, die 1815 zur Niederlage Napoleons führten. Im Rahmen des Wiener Kongresses 1814/15 wirkten der britische Außenminister Viscount Castlereagh und der österreichische Staatskanzler Klemens Wenzel von Metternich an der Neuordnung Europas mit. Im weiteren Verlauf des 19. Jahrhunderts kooperierten Großbritannien und das Kaisertum Österreich innerhalb des Mächtekonzerts Europas einerseits bei der Eindämmung revolutionärer Bewegungen, standen andererseits aber auch in Konkurrenz, etwa in der Italienpolitik, wo London die Bestrebungen zur Einigung Italiens teils wohlwollend sah, was den habsburgischen Interessen zuwiderlief. Insgesamt blieben die bilateralen Beziehungen im 19. Jahrhundert von pragmatischer Kooperation der Großmächte geprägt, ohne dass es zu direkten militärischen Konflikten zwischen Großbritannien und Österreich kam. Während des Krimkriegs blieben die Österreicher neutral und vermittelten den Pariser Frieden (1856).

### Österreich-Ungarn und das Vereinigte Königreich

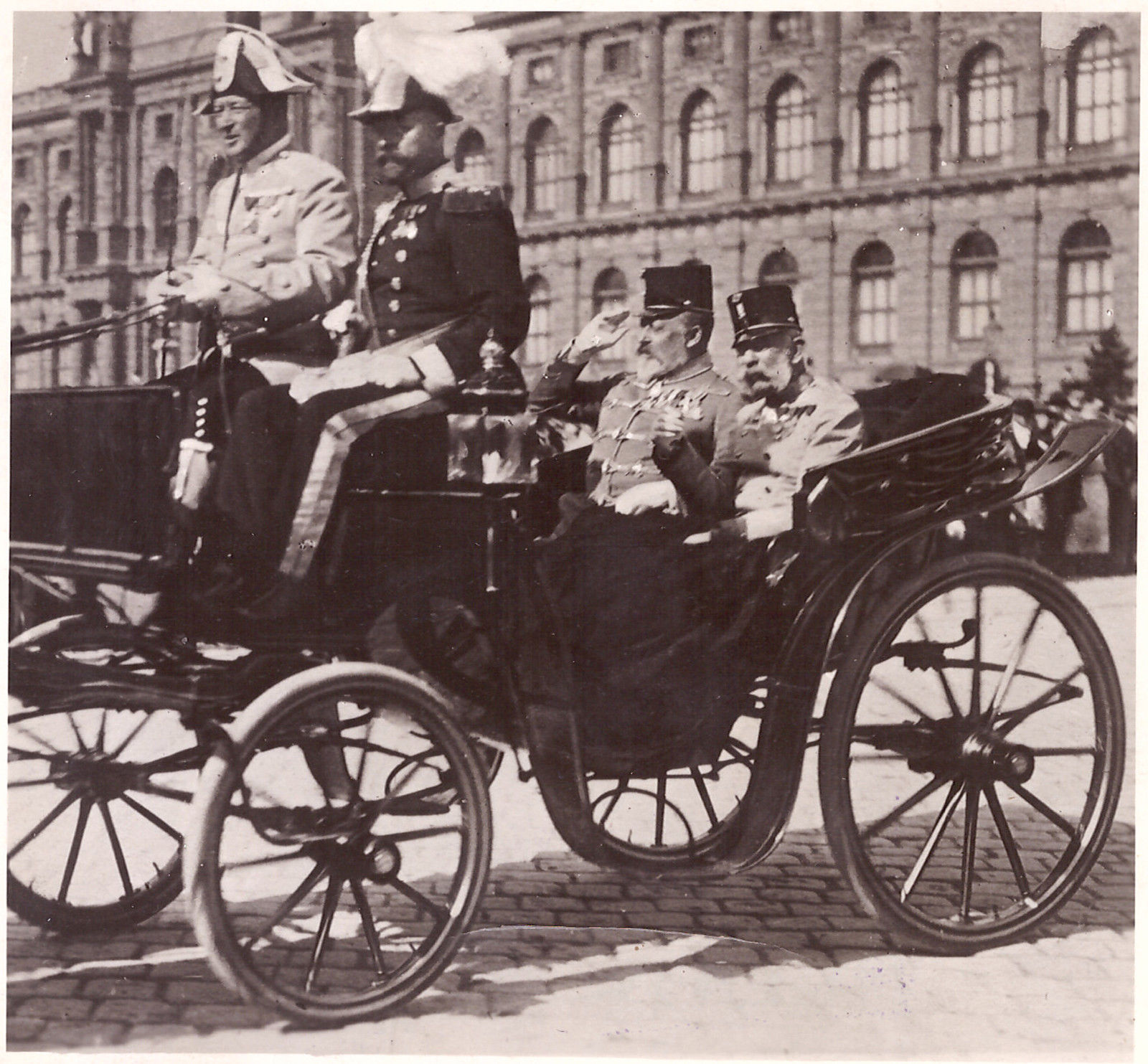
Kaiser Franz Joseph I. und König Eduard VII. (1903)

Mit der Gründung der Doppelmonarchie Österreich-Ungarn im Jahr 1867 ergaben sich neue geopolitische Konstellationen. Großbritannien, das im 19. Jahrhundert das Britische Weltreich als globale Seemacht ausbaute, verfolgte in Mitteleuropa und auf dem Balkan eigene Interessen, die sich teilweise mit denen Österreich-Ungarns überschnitten. Beide Staaten teilten insbesondere das Interesse, den Einfluss des russischen Zarenreichs in Südosteuropa zu begrenzen. So unterstützte Großbritannien auf dem Berliner Kongress 1878 die österreichisch-ungarische Verwaltung Bosniens, um Russlands Vormarsch im Balkan einzudämmen. Im Rahmen seiner Balance of Power-Doktrin war es allerdings auch gegen eine zu weitgehende Expansion der Österreicher auf dem Balkan.
Im frühen 20. Jahrhundert bildeten sich jedoch zwei antagonistische Bündnissysteme in Europa heraus. Österreich-Ungarn schloss sich mit dem Deutschen Kaiserreich und Italien im Dreibund zusammen, während Großbritannien ab 1904 im Rahmen der Entente cordiale mit Frankreich und schließlich auch mit dem Russischen Reich im Rahmen der Triple Entente kooperierte. Nach dem Attentat von Sarajevo und der Kriegserklärung Wiens an Serbien im Juli 1914 traten Großbritannien und Österreich-Ungarn schließlich als Feinde in den Ersten Weltkrieg ein. Großbritannien erklärte am 12. August 1914 offiziell den Kriegszustand mit Österreich-Ungarn. Direkte militärische Konfrontationen zwischen britischen und österreich-ungarischen Truppen blieben zwar im Vergleich zu anderen Kriegsschauplätzen begrenzt, doch war Österreich-Ungarn als Verbündeter Deutschlands Teil der gegnerischen Mittelmächte. Der Krieg endete 1918 mit der Niederlage und dem Zerfall der Habsburgermonarchie.

### Britisch-österreichische Beziehungen zwischen 1918 und 1945
Nach dem Ersten Weltkrieg wurde aus der österreichischen Reichshälfte der Doppelmonarchie die Republik Deutschösterreich und ab 1919 die Republik Österreich. Großbritannien gehörte zu den Siegermächten des Krieges und spielte eine wichtige Rolle bei der Neuordnung Mitteleuropas. Im Vertrag von Saint-Germain 1919 erkannten die Siegermächte – darunter das Vereinigte Königreich – die Unabhängigkeit Österreichs an und untersagten einen Anschluss des Landes an Deutschland. Angesichts der schweren wirtschaftlichen Not der jungen Republik unterstützte Großbritannien in den 1920er Jahren die Stabilisierung Österreichs. Am 4. Oktober 1922 unterzeichneten Großbritannien, Frankreich, Italien und die Tschechoslowakei gemeinsam mit Österreich die Genfer Protokolle. Dieses Abkommen sicherte Österreich finanzielle Hilfe in Form einer vom Völkerbund organisierten Anleihe von 650 Millionen Goldkronen und verpflichtete Wien im Gegenzug, seine Unabhängigkeit zu wahren und keinen Anschluss an Deutschland anzustreben. Die britische Unterstützung innerhalb dieses Rahmenwerks trug wesentlich dazu bei, einen Staatsbankrott Österreichs abzuwenden und dessen Souveränität in der Zwischenkriegszeit zu sichern.
In den 1930er Jahren verschlechterte sich die internationale Lage erneut. Großbritannien verfolgte gegenüber der aggressiven Expansion des nationalsozialistischen Deutschen Reiches zunächst eine Politik der Zurückhaltung und Beschwichtigung (Appeasement). Als das Deutsche Reich im März 1938 Österreich annektierte (Anschluss), protestierte London zwar, unternahm jedoch keine direkten Schritte zu dessen Verhinderung. Während des Zweiten Weltkriegs rückte die Wiederherstellung Österreichs auf die alliierte Agenda: In der Moskauer Deklaration vom 1. November 1943 erklärten Großbritannien, die USA und die UdSSR die Annexion Österreichs durch Hitler-Deutschland für „null und nichtig“ und bezeichneten Österreich als das „erste freie Land“, das der Aggression Hitlers zum Opfer gefallen war. Alliierten stellten ein freies und unabhängiges Österreich nach Kriegsende in Aussicht, betonten jedoch auch, dass die Österreicher Verantwortung für ihre Beteiligung auf Seiten der Achsenmächte tragen würden. Diese Erklärung bildete die Grundlage dafür, dass die britische Regierung – ebenso wie die übrigen Alliierten – Österreich als eigenständiges Opfer des Nationalsozialismus betrachtete und eine eigenständige österreichische Staatlichkeit nach Kriegsende befürwortete.

### Beziehungen nach 1945
Nach der Befreiung Österreichs 1945 gehörte Großbritannien neben den USA, der Sowjetunion und Frankreich zu den vier Besatzungsmächten im Land. Britische Truppen besetzten zunächst Kärnten, die Steiermark und Teile Tirols und leisteten einen Beitrag zur Entnazifizierung und dem Wiederaufbau der Verwaltung in ihrer Zone. Die Zusammenarbeit der vier Mächte mündete schließlich 1955 in den Österreichischen Staatsvertrag, der die volle Souveränität Österreichs wiederherstellte. Dieser am 15. Mai 1955 im Wiener Schloss Belvedere unterzeichnete Vertrag trug die Unterschriften der Außenminister aller vier Alliierten, darunter des britischen Außenministers Harold Macmillan, sowie von Österreichs Außenminister Leopold Figl. Großbritannien zog in der Folge seine Besatzungstruppen ab und erkannte Österreichs immerwährende Neutralität an, die im Oktober 1955 vom österreichischen Nationalrat beschlossen wurde.

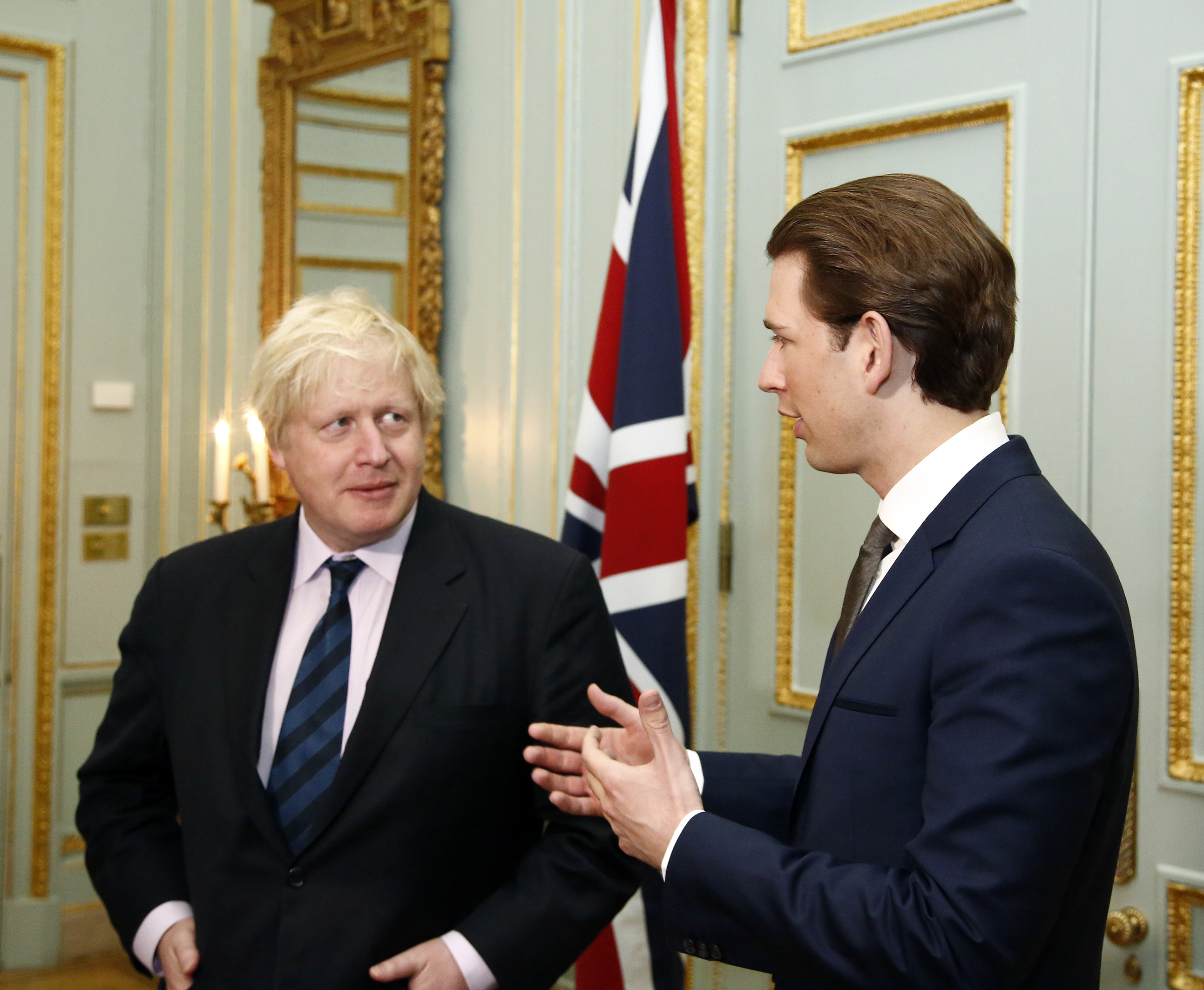
Boris Johnson mit Sebastian Kurz (2017)

In den folgenden Jahrzehnten entwickelten sich die bilateralen Beziehungen freundschaftlich. Obwohl Österreich als neutraler Staat dem westlichen Verteidigungsbündnis NATO nicht beitrat, pflegte es enge Kontakte zum Vereinigten Königreich. Staatsbesuche und symbolträchtige Ereignisse unterstrichen die guten Beziehungen: So stattete Königin Elisabeth II. Österreich 1969 einen Staatsbesuch ab, was in Wien als besondere Ehre und Zeichen der Verbundenheit gewertet wurde. Es war der erste Besuch eines britischen Staatsoberhaupts seit 61 Jahren.  Großbritannien unterstützte auch die Westintegration Österreichs nach dem Ende des Kalten Krieges. Als Österreich 1995 der Europäischen Union beitrat, war das Vereinigte Königreich bereits EU-Mitglied, sodass sich die Zusammenarbeit nun auch innerhalb der EU-Institutionen entfaltete. Eine kurzfristige Belastungsprobe ergab sich im Jahr 2000, als in Wien eine Koalitionsregierung unter Beteiligung der rechtspopulistischen FPÖ gebildet wurde. Aus Sorge um demokratische Grundwerte schloss sich Großbritannien den von den übrigen 13 EU-Partnerstaaten gesetzten diplomatischen Maßnahmen an, die zeitweilig hochrangige bilaterale Kontakte mit Österreich einschränkten.
Die Brexit-Entscheidung des Jahres 2016 markierte einen Einschnitt in den europäischen Rahmen der britisch-österreichischen Beziehungen. Nach dem Referendum über den EU-Austritt Großbritanniens betonten österreichische Regierungsvertreter jedoch, an den traditionell guten bilateralen Beziehungen festhalten zu wollen. Offiziell vollzog sich der EU-Austritt des Vereinigten Königreichs am 31. Januar 2020. Ein Handels- und Kooperationsabkommen zwischen der EU und dem Vereinigten Königreich, das seit 1. Jänner 2021 gilt, bildet danach den rechtlichen Rahmen für die Wirtschaftsbeziehungen.

## Kulturbeziehungen
Großbritannien und Österreich verbinden enge kulturelle Beziehungen, die auf langjährigem Austausch und wechselseitiger Wertschätzung basieren. Eine bedeutende Rolle spielt der gegenseitige Personalaustausch: Anfang 2020 lebten rund 11.200 britische Staatsbürger in Österreich, vor allem in Wien und Tirol. Umgekehrt haben etwa 33.000 Österreicher ihren Wohnsitz im Vereinigten Königreich. Institutionell fördern Einrichtungen wie das British Council in Österreich und das Österreichische Kulturforum London den Austausch. Das Kulturforum der österreichischen Botschaft in London organisiert jährlich rund 150 Veranstaltungen – von Konzerten und Theateraufführungen über Lesungen und Filmvorführungen bis zu Ausstellungen – und bietet damit eine wichtige Plattform für Künstler und Wissenschaftler beider Länder.
Im Bildungsbereich bestehen zahlreiche Kooperationen zwischen Universitäten und Forschungseinrichtungen Großbritanniens und Österreichs, etwa in Form von Austauschprogrammen und gemeinsamen Forschungsprojekten. Die Vermittlung der englischen Sprache in Österreich – beispielsweise durch britische Lektoren oder Partnerschaften zwischen Schulen – sowie das Interesse an österreichischer Literatur und Musik in Großbritannien zeugen ebenfalls von den lebendigen Kulturbeziehungen beider Staaten. Insgesamt stützen ein reger Tourismus (etwa britische Gäste in den österreichischen Alpen und Wien und österreichische Besucher in London), eine Vielzahl binationaler Gesellschaften sowie regelmäßige Kulturwochen und Festivals die freundschaftlichen Kontakte auf gesellschaftlicher Ebene.

## Wirtschaftsbeziehungen
Das jährliche bilaterale Handelsvolumen liegt bei rund 15 Milliarden Euro, womit Großbritannien zu den Top-10-Handelspartnern Österreichs zählt. Insbesondere als Exportmarkt ist das Vereinigte Königreich bedeutend: Etwa 2,5–3 % der gesamten österreichischen Warenausfuhr gingen in den letzten Jahren auf die Insel, was Großbritannien um 2020 herum zum neuntwichtigsten Exportziel für österreichische Unternehmen machte. Zu den Hauptexportgütern Österreichs nach Großbritannien gehören Maschinen, Fahrzeuge und Kfz-Teile, aber auch pharmazeutische Produkte und hochwertige Konsumgüter. Auf der Importseite bezieht Österreich aus Großbritannien vor allem chemische Erzeugnisse, technologisch hochwertige Produkte und gewisse Dienstleistungen (z. B. Finanzdienstleistungen).
Auch die Investitionsbeziehungen sind intensiv: Schätzungen zufolge sind etwa 300 österreichische Firmen mit Niederlassungen oder Tochtergesellschaften im Vereinigten Königreich vertreten. Britische Unternehmen wiederum investieren in Österreich insbesondere in den Bereichen Finanzdienstleistungen, Energie und industrielle Produktion. Die Wirtschaftskammer Österreich unterhält in London ein AußenwirtschaftsCenter, das österreichische Firmen beim Markteintritt in UK unterstützt.

## Sicherheitsbeziehungen
Das Vereinigte Königreich ist Gründungsmitglied der NATO, während Österreich sich durch seine immerwährende Neutralität (seit 1955) aus Militärbündnissen heraushält. Dennoch arbeitet Österreich als neutraler Staat in vielen Bereichen mit dem NATO-Verbündeten Großbritannien zusammen. So beteiligt sich Wien am Programm Partnerschaft für den Frieden und entsendet Truppen zu internationalen Friedensmissionen, an denen auch Briten teilnehmen. Im westlichen Balkan engagieren sich beide Länder seit den 1990er Jahren: Beispielsweise stellen britische und österreichische Soldaten im Rahmen der NATO-geführten KFOR-Mission im Kosovo gemeinsam Friedenstruppen. in wichtiges Feld der Kooperation ist zudem die Cyber-Abwehr: Österreich trat 2014 als erster NATO-Externe dem in Tallinn ansässigen Cooperative Cyber Defence Centre of Excellence bei, wo es gemeinsam mit Großbritannien und anderen Staaten an der Verbesserung der Cyber-Verteidigungsfähigkeiten arbeitet. Darüber hinaus stimmen sich die Sicherheitsbehörden beider Länder eng ab, etwa in Fragen der Terrorismusabwehr.

## Diplomatische Vertretungen
- Die österreichische Botschaft in London befindet sich am Belgrave Square 18. Es ist das einzige Botschaftsgebäude des Kaiserreichs Österreich, das heute noch als österreichische Botschaft genutzt wird.
- Das Vereinigte Königreich hat eine Botschaft in Wien.

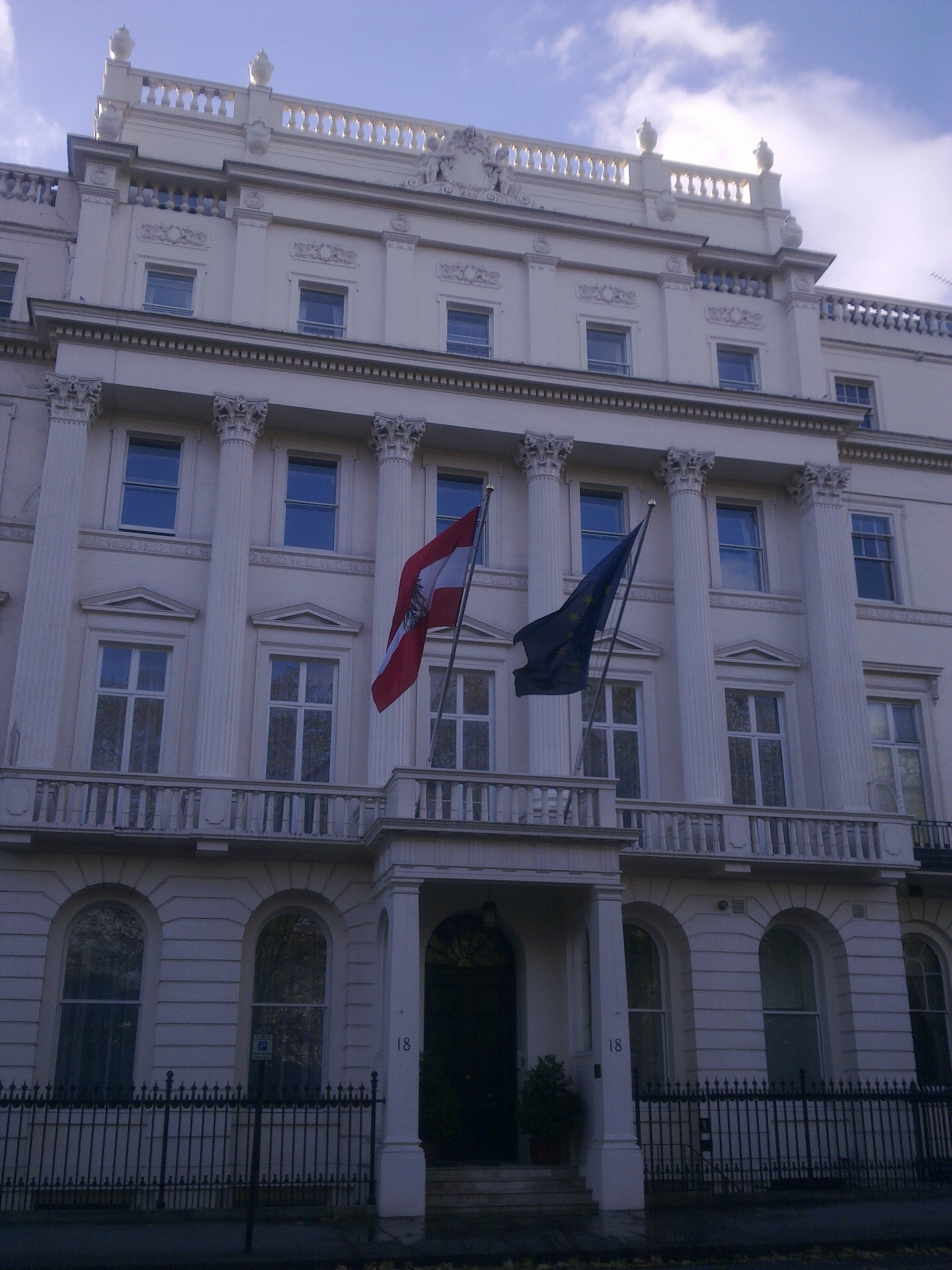
Österreichische Botschaft in London
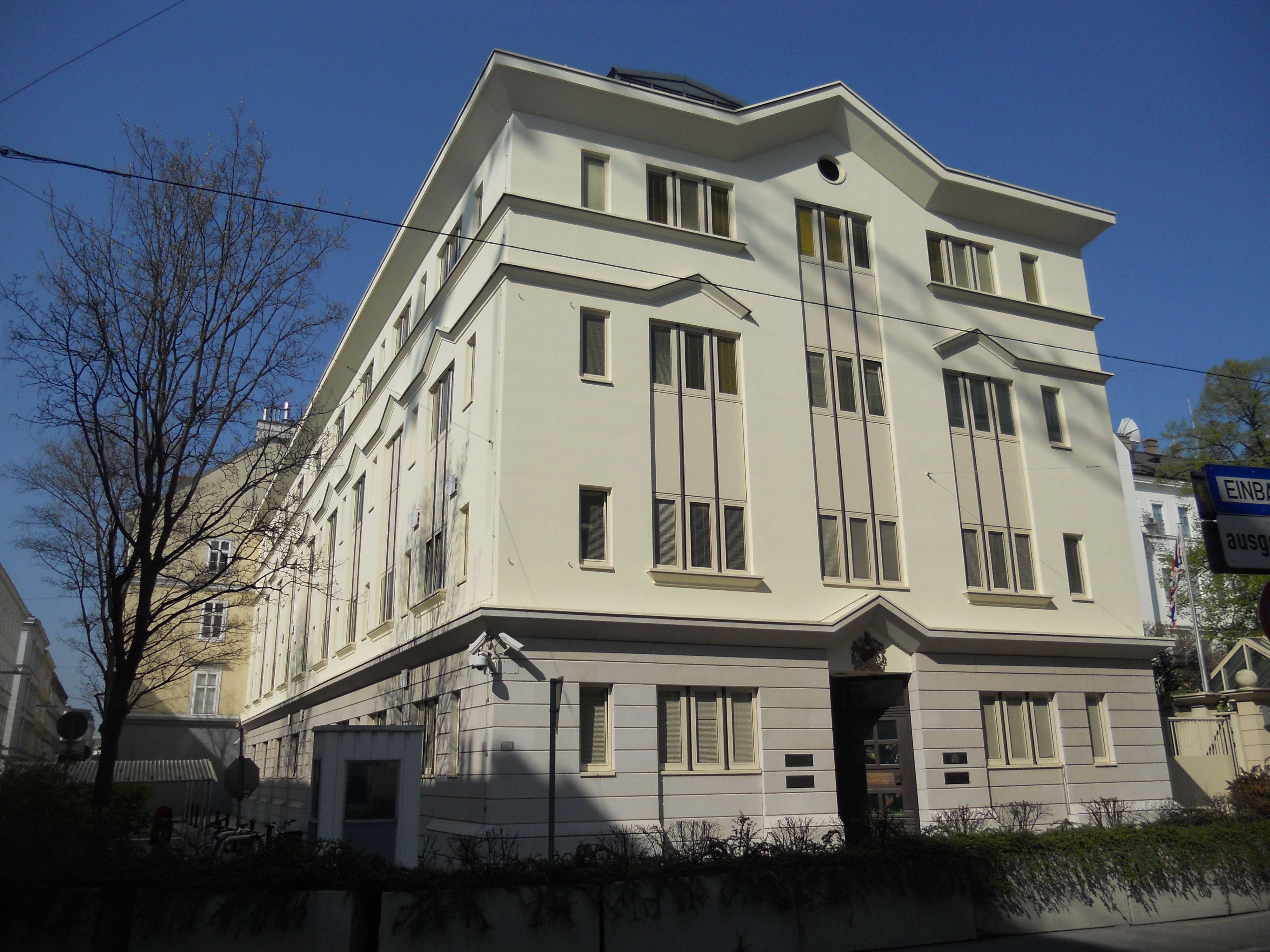
Botschaft des Vereinigten Königreichs in Wien